# Catedral basílica de Santa María y San Emigdio (Ascoli Piceno)
La Catedral Basílica de Santa María y San Emigdio o simplemente Catedral de Ascoli Piceno (en italiano: Basilica Cattedrale di S. Maria Madre di Dio e S. Emidio) es el nombre que recibe un edificio religioso que funciona como la Catedral católica de la ciudad de Ascoli Piceno en el país europeo de Italia. Está dedicada a Santa María y a su patrón San Emidio, justo en el palacio dell'Arengo en la plaza Arringo, el centro de la vida de la ciudad en el período comunal. En mayo de 1857 el Papa Pío IX la elevó al rango de basílica menor.
El edificio actual es el resultado de muchas adaptaciones y del solapamiento entre los siglos VIII y XVI. Algunos restos encontrados durante la restauración de la cripta de 1967 muestran que el primer templo fue construido incluso en el siglo cuarto o quinto en un viejo edificio romano que Sebastián Andreantonelli identifica como un templo pagano, posiblemente dedicado a las Musas, mientras que otros historiadores lo atribuyen Hércules o Juno.